# Adresní sběrnice

Struktura počítačové sběrnice.

Adresní sběrnice (anglicky address bus) je část počítačové sběrnice (což je sada vodičů propojujících dvě nebo více zařízení) používaná pro přenos fyzické adresy: pokud procesor nebo zařízení podporující DMA potřebuje z určité adresy v paměti načíst data nebo na určitou adresu v paměti data zapsat, nastaví fyzickou adresu požadovaného paměťového místa na adresní sběrnici; hodnota, kterou paměť při čtení vrátí, nebo hodnota, která se má do paměti uložit, se naproti tomu předává po datové sběrnici.
Šířka adresní sběrnice určuje maximální velikost paměti, kterou je systém schopen adresovat. Například systém s 32bitovou adresní sběrnicí může adresovat 232 (4,294,967,296) paměťových míst. Má-li paměťové místo velikost jeden byte, lze adresovat 4 GiB paměťového prostoru.

## Multiplexování sběrnice
Nejstarší procesory používaly pro každý bit šířky adresy samostatný vodič. 16bitová adresní sběrnice tak byla tvořena 16 fyzickými vodiči. Když začaly být sběrnice širší a delší, tento přístup začal být příliš nákladný kvůli počtu vývodů a cest na deskách. Od uvedení paměti Mostek 4096 DRAM začalo být obvyklé multiplexování adresy pomocí multiplexerů. U sběrnic s multiplexovanou adresou se adresa předává rozdělená na dvě stejně velké části přenášené v různých cyklech sběrnice. Díky tomu je počet vodičů adresní sběrnice potřebných pro připojení pamětí poloviční. Například 32bitová adresní sběrnice může být realizována 16 vodiči, po kterých se nejdříve předá první polovina adresy a vzápětí druhá polovina.
Jinou možností, jak snížit počet signálů na sběrnici, je multiplexování datové a adresní sběrnice. Toto řešení používal například 16bitový mikroprocesor Intel 8088, který měl spodních 8 bitů 20bitové adresní sběrnice multiplexovaných s datovou sběrnicí. Snížení ceny vedlo k rozšíření počítačů IBM PC, ve kterých byl tento procesor použit.

## Příklady
Počítače, které mají větší šířku datové sběrnice než jeden byte, nemusí být schopné fyzicky adresovat jednotlivé byty paměti. Přístup k jednotlivým bytům pak vyžaduje přečtení nebo zápis plné šířky datové sběrnice (slovo) najednou. V těchto případech mohou nejméně významné bity adresní sběrnice úplně chybět - odpovědnost za výběr požadovaného bytu z celého slova (nebo vložení do slova) má řídící zařízení. To je případ sběrnice VESA Local Bus, která nemá dva nejméně významné bity adresy, což ji omezuje na zarovnané 32bitové přenosy.
V historii existovaly také počítače, které byly schopny adresovat pouze celá slova.